# Туцинг
Туцинг (њем. Tutzing) општина је у њемачкој савезној држави Баварска. Једно је од 14 општинских средишта округа Штарнберг. Према процјени из 2010. у општини је живјело 9.461 становника. Посједује регионалну шифру (AGS) 9188141.

## Географски и демографски подаци
Туцинг се налази у савезној држави Баварска у округу Штарнберг. Општина се налази на надморској висини од 611 метара. Површина општине износи 35,6 km². У самом мјесту је, према процјени из 2010. године, живјело 9.461 становника. Просјечна густина становништва износи 265 становника/km².

## Међународна сарадња
| Мјесто        | Држава    | Врста сарадње | Од    |
| ------------- | --------- | ------------- | ----- |
| Балатонкенеше | Мађарска  | партнерство   | 1992. |
|               | Француска | партнерство   | 1976. |
| Извор         |           |               |       |